# جبل أم عريف
جبل أم عريف هو حقل بركاني يقع في صحراء بيودة في ولاية نهر النيل في شمال شرق السودان، يُعرف أيضًا باسم جبل أم مرافيب.